# Ciro Miniero

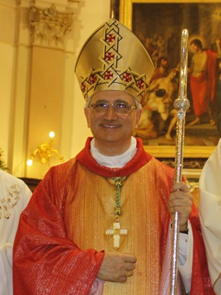
Ciro Miniero (2013)

Wappen von Ciro Miniero als Erzbischof von Tarent

Ciro Miniero (* 31. Januar 1958 in Neapel) ist ein italienischer römisch-katholischer Geistlicher und Erzbischof von Tarent.

## Leben
Ciro Miniero empfing am 19. Juni 1982 das Sakrament der Priesterweihe. Er war Spiritual des Priesterseminars von Neapel und wurde 1997 Bischofsvikar für die VII. pastorale Zone der Diözese. 2008 wurde Miniero Mitglied des Verwaltungsrats des Priesterseminars.
Am 7. Mai 2011 ernannte ihn Papst Benedikt XVI. zum Bischof von Vallo della Lucania. Der Erzbischof von Neapel, Crescenzio Kardinal Sepe, spendete ihm am 19. Juni desselben Jahres die Bischofsweihe; Mitkonsekratoren waren die Weihbischöfe in Neapel, Antonio Di Donna und Lucio Lemmo. Die Amtseinführung erfolgte am 4. September 2011.
Papst Franziskus bestellte ihn am 19. Oktober 2022 zum Koadjutorerzbischof von Tarent. Die Amtseinführung erfolgte am 18. Dezember desselben Jahres. Vom 18. Dezember 2022 bis 24. Juni 2023 leitete Miniero das vakante Bistum Vallo della Lucania als Apostolischer Administrator. Am 22. Juli 2023 folgte er dem am selben Tag emeritierten Filippo Santoro als Erzbischof von Tarent nach.